# Réacteur nucléaire
 (janvier 2017).

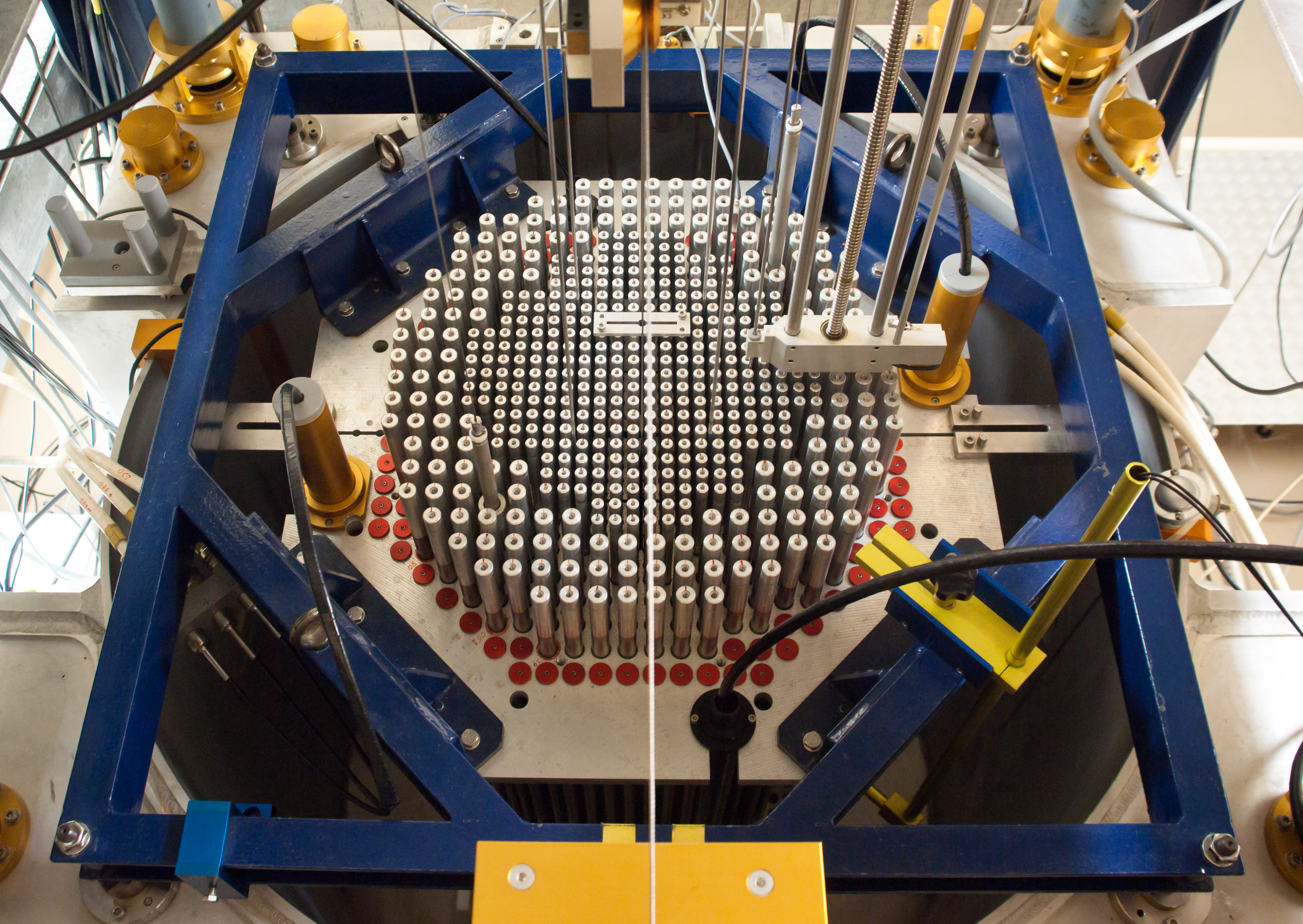
Cœur du réacteur miniature Crocus de puissance nulle à l'EPFL (Suisse).

Un réacteur nucléaire est un équipement industriel comprenant du combustible nucléaire, qui constitue son « cœur », dans lequel une réaction en chaîne peut être amorcée et contrôlée par des agents humains ou par des systèmes automatiques, suivant des protocoles et au moyen de dispositifs propres à la fission nucléaire.
L'installation peut avoir des finalités diverses : production d'isotopes radioactifs à usage civil ou militaire, production de chaleur utilisable directement ou convertie en énergie électrique dans une centrale nucléaire.

## Principe
À part quelques réacteurs de recherche spécifiques dédiés à la fusion nucléaire, tous les réacteurs nucléaires utilisent la fission nucléaire comme principe de fonctionnement.
Dans le cœur d'un réacteur nucléaire, sous l'effet d'une collision avec un neutron, le noyau atomique de certains gros atomes, dits fissiles, peut se casser en deux (il fissionne), en libérant une grande quantité de chaleur et en produisant deux ou trois neutrons, chacun étant capable de produire une nouvelle fission lors d'une collision avec un autre atome (créant potentiellement une réaction en chaîne),.
La matière fissile qui constitue le cœur des réacteurs est de l’uranium enrichi ou du plutonium encapsulé dans des crayons regroupés en assemblages de combustible nucléaire, de l'uranium fortement enrichi (dans les sous-marins nucléaires), de l'uranium faiblement enrichi (par exemple dans les réacteurs RBMK) ou de l'uranium naturel (par exemple dans les réacteurs CANDU et UNGG). Ces réacteurs sont industriels, civils ou militaires, ou destinés à la recherche nucléaire.
Par ailleurs, des preuves géochimiques témoignent de l'existence, il y a environ deux milliards d'années, d'un réacteur naturel (le seul connu à ce jour) : le réacteur nucléaire naturel d'Oklo, au Gabon ; une concentration naturelle de métaux radioactifs a permis d'y atteindre la criticité et d'engendrer une réaction en chaîne.

## Applications
Les applications des réacteurs nucléaires comprennent essentiellement :
- la production d'énergie sous forme de chaleur, qui alimente un usage tel qu'une production de vapeur pour obtenir un travail mécanique (ex. : la propulsion nucléaire navale), une production d'électricité, une production d'eau douce par dessalement[a] ;
- la production d'isotopes radioactifs à usage militaire (bombe atomique) pour le plutonium ou à usage civil en médecine nucléaire tel l'Iode 123 pour les scintigraphies ;
- la production de neutrons libres ou de rayonnements, utilisés dans les réacteurs de recherche ou pour la radiothérapie.

### Production d'électricité
Les centrales nucléaires modernes fournissent une puissance électrique de l'ordre de 500 à 1 650 MW par réacteur, avec un facteur de charge d'environ 75 %. En 1990, une centrale nucléaire fournissait une puissance électrique moyenne de 900 MW par réacteur, valeur passée à 1 000 MW en 2015. Les centrales nucléaires françaises sont passées de 880 MW par réacteur pour Fessenheim à 1 495 MW pour Civaux ; chacun des deux réacteurs EPR mis en service à Taishan (Chine) a une puissance de (1 650 MW).

## Histoire

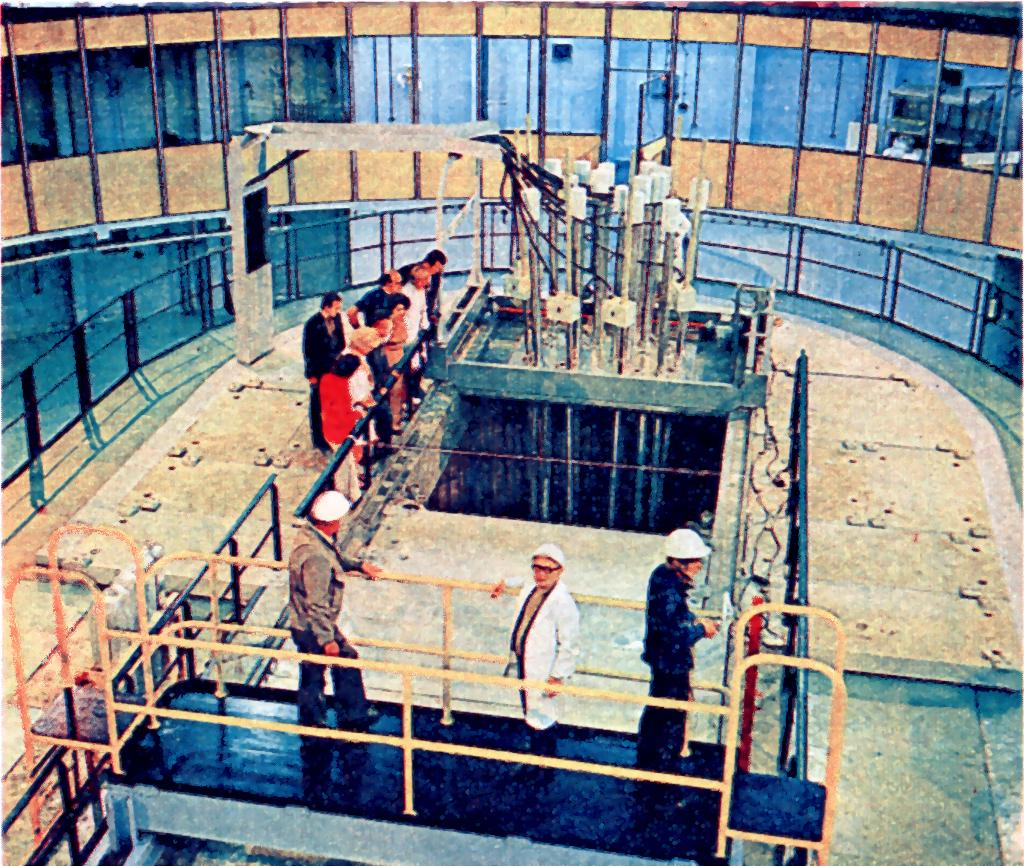
Réacteur nucléaire en Pologne.

Le premier réacteur nucléaire est construit aux États-Unis en 1942, à l'Université de Chicago, par Enrico Fermi et Leó Szilárd. Il est constitué d’un empilement de six tonnes d’uranium métallique, 34 tonnes d’oxyde d'uranium et 400 tonnes de graphite, c'est pourquoi il porte le nom de pile atomique. Sa puissance n'est que de 0,5 W, mais sa divergence permit de conforter la théorie sur les mécanismes de fission ; ce réacteur servit aussi d'installation pilote pour réaliser les réacteurs destinés à la production du plutonium nécessaire à la bombe atomique développée dans le cadre du projet Manhattan. Depuis les années 1950, de nombreux réacteurs nucléaires fonctionnent dans le monde sur le principe de la fission nucléaire pour produire de l'électricité. Pendant ces 50 dernières années, différentes technologies et filières de réacteurs civils ont été développées.
Parallèlement, des recherches portent sur des réacteurs qui fonctionneraient sur le principe de la fusion nucléaire. Il existe dans le monde deux grands axes de recherche :
- la fusion par confinement magnétique dans un Tokamak (notamment, le projet international ITER) ;
- la fusion par confinement inertiel.

### URSS
Côté soviétique, les premiers réacteurs ont été construits pour produire du plutonium militaire. En 1954, la centrale nucléaire d'Obninsk fournit de l'électricité avec une puissance de 5 MW. Elle peut être considérée comme le premier réacteur électronucléaire au monde, car le premier conçu dans une optique électrogène. Ce réacteur prototype est à l'origine de la filière RBMK. Son exploitation durera 48 ans. C'est un réacteur RBMK-1000 qui a provoqué la catastrophe nucléaire de Tchernobyl.

### France
Le premier réacteur d’essai français a été construit par Lew Kowarski, Frédéric Joliot-Curie et Jules Horowitz au centre d’études de Fontenay-aux-Roses (Hauts-de-Seine) du Commissariat à l'énergie atomique (CEA). Cette pile atomique, dénommée la pile Zoé, lança son premier processus de réaction nucléaire en chaîne en 1948. Ce réacteur avait pour but de placer la France dans le peloton des puissances nucléaires en fabriquant du plutonium pour la bombe atomique.
En 1956, le réacteur G1 est démarré au centre de recherche du CEA de Marcoule : il s'agit du premier réacteur français à produire non seulement du plutonium mais aussi de l'électricité. Il initiait alors la filière française Uranium naturel graphite gaz (UNGG). Celle-ci sera vite remplacée par la technologie d'origine américaine des réacteurs à eau pressurisée (REP), utilisée par Framatome pour construire 59 réacteurs (contre neuf réacteurs UNGG, dont le premier a été arrêté en 1968 et le dernier en 1994).

## Fonctionnement d'un réacteur

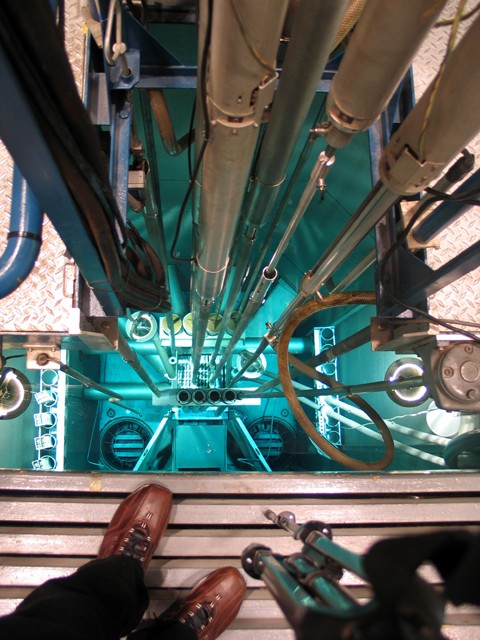
Réacteur de recherche PULSTAR de 1 MW en Caroline-du-Nord (États-Unis).

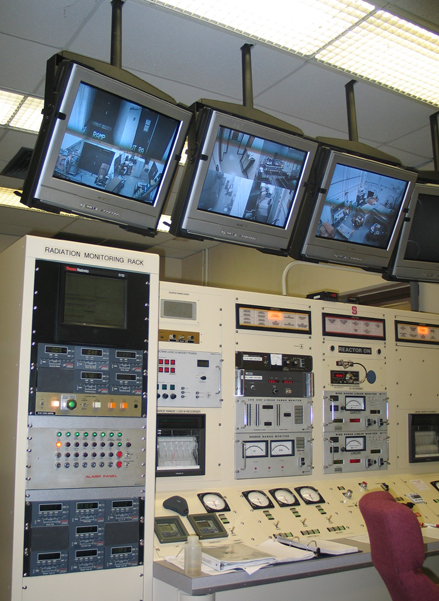
Salle de contrôle du réacteur PULSTAR.

Un réacteur nucléaire comprend toujours au moins un cœur où se déroule la réaction de fission nucléaire, des réflecteurs et des moyens de contrôle de la réaction, le tout maintenu dans une cuve métallique ou un caisson béton qui joue généralement le rôle d'enceinte de confinement.

### Fission nucléaire
Les noyaux atomiques très lourds tels que l'uranium ou le plutonium contiennent énormément de nucléons, et sont naturellement instables. Si l'un de ces atomes très lourd (par exemple l'uranium 235 ou le plutonium 239) capture un neutron, il se transforme en un noyau encore plus instable (236U ou 240Pu), et récupère par la même occasion de l'énergie.
Le noyau résultant se divise très rapidement : il fissionne en se divisant en deux noyaux principaux et en libérant plusieurs neutrons supplémentaires, libres. Ces neutrons supplémentaires sont disponibles pour d'autres fissions de noyau : c'est le principe de la réaction en chaîne.
La différence d'énergie de liaison est partiellement transformée en énergie cinétique des produits de fission. Ceux-ci donnent cette énergie sous forme de chaleur par des chocs sur le matériau environnant. Cette chaleur est évacuée à l'aide d'un réfrigérant et peut, par exemple, être utilisée pour le chauffage ou la production d'électricité.
Les nouveaux noyaux issus de la division sont appelés produits de fission. Ils présentent généralement un excès de neutrons, et tendent à être radioactifs avec une radioactivité β−. Quand cette radioactivité β− a été exprimée, ils possèdent globalement une énergie de liaison plus importante par nucléon que les anciens atomes lourds — et donc sont plus stables.

### Neutrons thermiques et modérateur
Plus un neutron est lent, plus la probabilité qu'il soit capté par un atome 235U est grande. C'est pourquoi l'on ralentit les neutrons rapides provenant de la réaction de fission par un modérateur. Un modérateur est un matériau qui contient de nombreux noyaux atomiques très légers, presque aussi légers qu'un neutron. Les neutrons sont alors ralentis par les chocs sur ces noyaux atomiques légers jusqu'à la vitesse de ces noyaux du modérateur. Selon la théorie du mouvement brownien, la vitesse des noyaux du modérateur est définie par sa température. On parle donc de thermalisation des neutrons plutôt que de ralentissement des neutrons. Contrairement à ce qu'évoque le terme « modérateur », celui-ci facilite et donc accélère la réaction.
Un réacteur qui utilise pour la fission des neutrons qui n'ont pas été ralentis est appelé réacteur à neutrons rapides.

### Pilotage de la réaction en chaîne

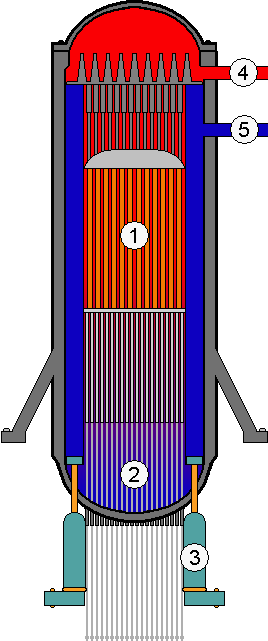
Cuve d’un réacteur à eau bouillante (réacteur ABWR).
1 : cœur du réacteur
2 : barres de contrôle
3 : pompe de circulation interne
4 : sortie de vapeur vers la turbine
5 : entrée d'eau pour refroidir le cœur.

Le pilotage d'un réacteur nucléaire repose sur le maintien d'une masse critique de combustible nucléaire au cœur du réacteur. Pour favoriser la fission, on effectue une thermalisation des neutrons à l'aide d'un modérateur. Et pour évacuer l'énergie thermique produite par la réaction en chaîne, on utilise un fluide caloporteur. Dans le cas d'un réacteur REP, l'eau sert à la fois de caloporteur et de modérateur.
Pour que la réaction en chaîne ne s'amplifie pas indéfiniment, elle doit être pilotée. Pour cela, on utilise un matériau absorbant les neutrons, par exemple le cadmium, le gadolinium ou le bore. À partir de ces éléments ou de leurs composés (ex. : le B4C), on fabrique les barres de contrôle du réacteur nucléaire, qui sont progressivement introduites ou retirées dans le cœur du réacteur selon les besoins. La réaction en chaîne est entretenue selon le principe suivant : en entourant le matériau fissile d'un réflecteur de neutrons, on favorise la fission, ce qui diminue la quantité nécessaire au déclenchement de la réaction ; en revanche, la présence d'un absorbeur de neutrons a l'effet contraire.
La description du comportement du cœur s'appuie sur la neutronique. Le paramètre le plus important d'un réacteur est sa réactivité, elle s'exprime en « pour cent mille » (pcm) et permet de contrôler qu'un réacteur ne réalise pas d'empoisonnement au xénon.
Le xénon et le samarium sont des éléments produits par décroissance radioactive de deux des principaux produits de fission émis par la désintégration des noyaux fissiles : l'iode et le prométhium. Ils sont présents à partir du moment où il y a une réaction nucléaire. Le xénon et le samarium sont fortement absorbeurs des neutrons, on dit qu'ils empoisonnent le cœur car leur présence tend à étouffer la réaction en chaîne. En outre, après arrêt du réacteur, l'iode et le prométhium présents dans le cœur continuent de se désintégrer, augmentant la quantité de xénon et de samarium présents dans le cœur, et donc l'empoisonnement du réacteur. Le pilotage du réacteur doit contrôler les effets de ces poisons, notamment lors des variations de puissance. Les variations de l'anti-réactivité apportée par le xénon et le samarium sont alors suivies avec intérêt car elles provoquent un déséquilibre axial de flux et, parfois, on peut observer un déséquilibre azimutal du flux nucléaire.
En considérant que la charge de combustible est cylindrique, que les grappes de contrôle manœuvrent verticalement du haut vers le bas et que le caloporteur s'échauffe en remontant le long des crayons combustibles on peut « imager » ces déséquilibres :
- le déséquilibre axial du flux (Dpax ou axial offset) est la différence de flux constatée entre le bas et le haut du réacteur. Les grappes s'insérant par le haut du réacteur, le flux a donc toujours tendance à être plus important en bas du cœur. L'usure du combustible s'exerce donc graduellement de bas en haut du cœur. Si le flux devenait plus important en haut qu'en bas du cœur, il y aurait d'une part une usure du cœur irrégulière du combustible et d'autre part un risque d'ébullition en partie haute du cœur. En effet, l'eau étant plus chaude en haut du cœur, il est plus probable d'y atteindre les conditions de saturation de l'eau ;
- le déséquilibre azimutal du flux (DPAzn) représente l'image du flux « vue du dessus » du cœur. Le flux observé doit être axisymétrique (donc régulier) puisque le réacteur est cylindrique. Si le flux n'est pas axisymétrique alors cela signifie que la puissance nucléaire n'est pas uniforme sur une unité de section du cœur. Cela est donc synonyme de points chauds (ou de surpuissance localisée) qui peut provoquer une ébullition localisée conduisant à la surchauffe (par l'effet de caléfaction) et mener à la fusion du combustible.

Dans tous les cas, les spécifications techniques d'exploitation interdisent ces fonctionnements et prescrivent ainsi une conduite à tenir comme la baisse de la puissance, par exemple ou l'arrêt. Si la dynamique du phénomène est importante, des protections initient l'arrêt automatique du réacteur.
Pour corriger le déséquilibre axial, les opérateurs agissent sur trois paramètres :
- la concentration en bore du circuit primaire (dilution / borication) pour compenser les variations des poisons et ainsi maintenir la quantité d'antiréactif nécessaire au maintien de la criticité ;
- l'effet température (marge d'environ ± 0,8 °C) pour jouer sur la favorisation ou non de la réaction en chaine (dilatation du modérateur) ;
- la position des grappes de contrôle de la puissance pour ajuster la puissance nucléaire du réacteur à celle du groupe turbo-alternateur.

### Chaleur et puissance résiduelles
La réaction nucléaire est très exothermique. Les installations nécessitent donc un refroidissement et localement une bonne isolation thermique.
Après l'arrêt d'un réacteur nucléaire, l'activité des produits de fission continue de produire de la chaleur. La puissance de cette chaleur résiduelle correspond environ à 7 % de la puissance thermique nominale à l'instant de l'arrêt de la réaction nucléaire en chaîne, elle diminue ensuite régulièrement et passe en dessous de 0,3 % de cette puissance thermique une semaine après l'arrêt.
Pour pouvoir évacuer la chaleur résiduelle en cas d'urgence, les centrales nucléaires conservent en permanence un système de refroidissement. Si un tel système ne fonctionnait pas, l'augmentation de la température pourrait conduire à une fusion du cœur du réacteur nucléaire. Néanmoins, des procédures de conduite particulières visent à réduire autant que possible ce risque.
Les accidents nucléaires les plus couramment travaillés sur simulateur, par les conducteurs de tranche, sont l'accident de criticité et la fusion du cœur ainsi que la perte totale du refroidissement.

## Classification des réacteurs nucléaires

### Filière de réacteurs nucléaires
On regroupe sous le label « filière de réacteurs (nucléaires) » l'ensemble des conditions techniques qui permettent d'obtenir la réaction nucléaire de fission en chaîne et la contrôler.
Les différents types de réacteurs existants dans le monde suivant les différentes applications (le type de réacteur est attaché à un constructeur donné) sont ainsi regroupés par filières de réacteurs, ou filières nucléaires. Une filière de réacteur est ainsi caractérisée par :
- la nature du combustible :
  - uranium métallique,
  - oxyde d'uranium naturel, plus ou moins enrichi,
  - MOX,
  - thorium, etc. ;
- la nature du modérateur pour un réacteur à neutrons thermiques :
  - réacteurs modérés à eau ordinaire :
    - réacteur à eau pressurisée (REP), originellement de conception américaine (Pressurized Water Reactor, PWR),
    - réacteur VVER, réacteur à eau pressurisée de conception russe,
    - réacteur à eau bouillante (REB), de conception américaine (Boiling Water Reactor, BWR),

  - réacteurs modérés au graphite :
    - uranium naturel graphite gaz (UNGG), réacteur à l’uranium naturel refroidi au gaz de conception française,
    - Magnox, réacteur à l'uranium naturel refroidi au gaz de conception anglaise,
    - réacteur avancé refroidi au gaz (AGR), de conception anglaise,
    - réacteur de grande puissance à tubes de force (RBMK), de conception russe,
    - réacteur à lit de boulets (PBR et PBMR) refroidi au gaz, de conception allemande ;

  - réacteurs modérés à l'eau lourde :
    - réacteur CANDU, réacteur à l’uranium naturel à eau lourde de conception canadienne,

  - ou de son absence dans le cas d'un réacteur à neutrons rapides ;
- la nature du fluide caloporteur :
  - eau pressurisée,
  - eau bouillante,
  - gaz (dioxyde de carbone, hélium, azote),
  - sodium,
  - plomb ou eutectique plomb-bismuth,
  - sel fondu ;
- la nature du combustible et du fluide caloporteur : réacteur à combustible liquide, dans lequel le liquide caloporteur et le combustible sont mélangés sous forme liquide (réacteur nucléaire à sels fondus).

Une filière de réacteurs représente un ensemble de choix technologiques qui sont très lourds de conséquences et très engageants sur la longue période, par exemple :
- d'un point de vue technique, il existe beaucoup plus de points communs entre deux réacteurs de la même filière construits par deux constructeurs différents dans des pays différents et donc autorisés d'exploiter par des autorités de sûreté différentes qu'entre deux réacteurs de filières différentes construits par le même constructeur dans le même pays (par exemple, les réacteurs russes VVER sont beaucoup plus proches des PWR tels que développés en France que des réacteurs graphite-gaz) ;
- d'un point de vue stratégique social ou économique, si un constructeur ou un pays a fait le choix d'une filière de réacteurs, il lui sera très difficile d'en changer ultérieurement.

Le cycle du combustible nucléaire est défini par les trois paramètres liés à la filière de réacteurs (combustible, modérateur, fluide caloporteur).
Par abus de langage, on emploie l'expression « filière des réacteurs à eau pressurisée » (au sujet des réacteurs), en incluant implicitement les phases amont et aval du cycle. L'expression « cycle du combustible nucléaire » évoque explicitement toutes les phases.

### Filières «thermiques» et filières «rapides»
On regroupe généralement les filières de réacteurs en deux groupes principaux qui se distinguent principalement par la voie choisie pour obtenir les conditions de criticité dans le cœur du réacteur, il y a donc ainsi :
- les filières dites « thermiques » (ou « modérées ») qui reposent sur la grande capacité des neutrons de faible énergie (dits « thermiques », ayant une énergie de l'ordre de 0,025 eV) à provoquer la fission de l'uranium 235 et du plutonium 239 ; ces filières comportent donc toutes un modérateur destiné à ralentir par chocs successifs les neutrons issus des fissions (émis avec une énergie de l'ordre de 2 MeV) au niveau thermique sans les absorber ;
- les filières dites « rapides » qui ne mettent pas en œuvre de modérateur en tant que tel mais visent à concentrer davantage la matière fissile de façon à obtenir les conditions de criticité en neutrons « rapides » issus des fissions sans ralentissement (ou alors très faible). L'intérêt principal des filières et réacteurs rapides provient de ce que :
  - le flux de neutrons rapides nécessaire pour réaliser la criticité est alors beaucoup plus élevé que le flux thermique équivalent d'un réacteur thermique ;
  - ce surcroît de flux rapide peut donc être mis à profit pour augmenter le nombre de captures non génératrices de fissions créés dans des atomes lourds fertiles disposés en périphérie du cœur proprement dit. Cette disposition permet de convertir les atomes lourds non fissiles (uranium 238, principalement, et thorium 232) en atomes fissiles de plutonium 239 et d'uranium 233. Le réacteur est alors dit « surgénérateur » : en fin de vie du cœur, la quantité d'atomes fissiles présent est supérieure à celle initialement installée dans le cœur du réacteur.

Dans le cas du thorium, l’obtention de la surgénération est quasiment faisable en neutrons thermiques ou à tout le moins fortement ralentis.

### Réacteurs de petite taille
Les classements ci-dessus concernent surtout les réacteurs électrogènes de grande taille. Il existe aussi plusieurs catégories de réacteurs de plus petite taille, dont certaines connaissent des développements récents d'envergure :
- réacteurs d'irradiation ou de recherche ;
- réacteurs pour la propulsion nucléaire navale ;
- petits réacteurs modulaires, concept en plein développement ;
- micro-réacteurs.

#### Réacteurs d'irradiation ou de recherche
Ces réacteurs ont pour objectifs la recherche et développement ainsi que la formation.
Les réacteurs d'irradiation servent à la production de neutrons libres, qui permet la création d'isotopes radioactifs, utilisés pour la recherche et en médecine. Un réacteur en fonctionnement produit de l'ordre de 2,5 moles de neutrons par mégawatt thermique et par an, ce qui permet (par activation neutronique) de produire une quantité d'isotopes du même ordre de grandeur (mais le rendement réel dépend du bilan neutronique et est nettement inférieur, de l'ordre de 10 % de cette quantité). 
Dans la mesure où l'on ne cherche pas à optimiser le rendement thermique de tels réacteurs, leurs température et pression de fonctionnement peuvent être maintenues à des valeurs très faibles (pression atmosphérique et moins de 100 °C), ce qui en simplifie beaucoup la conception (exemple : réacteur de type piscine).

#### Micro-réacteurs
Un premier type de micro-réacteurs a été développé pour l'alimentation en énergie des satellites et des sondes spatiales. Il s'agit du générateur thermoélectrique à radioisotope (RTG), qui n'est pas à proprement parler un réacteur nucléaire, car il tire son énergie de la désintégration radioactive et non d'une fission contrôlée.
Le rover Curiosity de la mission Mars Science Laboratory, qui explore Mars depuis 2012, est alimenté en énergie par un RTG d'un peu plus de 100 watts électriques utilisant 4,8 kilogrammes de dioxyde de plutonium fortement enrichi en plutonium 238. La NASA a précédemment utilisé cette source d'énergie pour les missions lunaires Apollo, pour les missions martiennes Viking et pour les missions Pioneer, Voyager, Ulysses, Galileo, Cassini et New Horizons. Le rover Perseverance de Mars 2020 est lui aussi équipé d’un RTG.
Dans le cadre du « Game Changing Development Program », qui soutient les innovations en mesure de « révolutionner les futures missions spatiales », la NASA développe le Kilopower Reactor Using Stirling Technology (KRUSTY), réacteur chargé avec de l’uranium 235 qui convertit la chaleur en électricité au moyen de moteurs Stirling. Ce réacteur destiné à l’établissement de colonies extraterrestres pourrait chauffer les habitations, recharger les rovers et transformer des ressources, par exemple la glace en oxygène et en eau.
Les micro-réacteurs de puissance inférieure à 10 MWe suscitent l'intérêt du département de la Défense des États-Unis (DoD). Le National Defense Authorization Act adopté en 2019 par le Congrès a requis une collaboration entre le département de l'Énergie des États-Unis (DoE) et le DoD afin de construire et de mettre en exploitation un premier micro-réacteur d’ici 2027. Le Nuclear Energy Institute (NEI) estime que 90 % des installations du DoD pourraient satisfaire leurs besoins avec des centrales de 40 MWe ou moins. Plusieurs produits industriels sont en développement : Nuscale, General Atomics, Oklo et Westinghouse. Selon un rapport du NEI publié en octobre 2018, il faudrait moins de 10 ans pour que les premiers micro-réacteurs puissent équiper des bases militaires, avant de s’étendre ensuite à d’autres clients (sites miniers, etc.).

### Générations de réacteurs nucléaires
Outre le regroupement technique et technologique évoqué ci-dessus, une autre classification est apparue au début des années 2000 classant les réacteurs nucléaires en générations, correspondant à des filières technologiques différentes.

## Réacteurs nucléaires dans le monde
En février 2024, 438 réacteurs de puissance sont opérationnels dans le monde et 58 sont en construction.
L'Union européenne (27 membres) compte 106 réacteurs nucléaires en 2019 répartis dans 13 de ses États membres. L'énergie électrique de la zone est produite à 26 % par des réacteurs nucléaires ; 52 % de cette part est produite en France, 9,8 % en Allemagne, 8,6 % en Suède, 7,6 % en Espagne.

## Accidents ayant affecté des réacteurs nucléaires
- Accident nucléaire de Three Mile Island (28 mars 1979)
- Catastrophe nucléaire de Tchernobyl (26 avril 1986)
- Accident nucléaire de Fukushima (11 mars 2011)